# Europsko prvenstvo u nogometu – Francuska 2016.
Europsko prvenstvo u nogometu 2016., popularnije pod nazivom UEFA Euro 2016, bilo je 15. izdanje UEFA Europskog nogometnog prvenstva, najprestižnijeg međunarodnog nogometnog natjecanja u Europi. Održano je u Francuskoj od 10. lipnja do 10. srpnja 2016. godine. Francuska je 28. svibnja 2010. proglašena domaćinom, pobijedivši tako Tursku i Italiju. Francuska je po treći put domaćin ovog natjecanja, nakon prvog izdanja ovog natjecanja 1960. godine, te prvenstva 1984.
Po prvi put, završnicu Europskog prvenstva igrale su 24 reprezentacije, nakon proširenja s formata od 16 momčadi korištenog od prvenstva 1996. Pod novim formatom, momčadi se natječu u šest skupina po četiri reprezentacije, nakon čega slijede tri runde na ispadanje te finale na Stade de France. 19 ekipa iz kvalifikacijskih skupina pridružilo se Francuskoj koja se automatski kvalificirala; nakon čega im se pridružilo i dodatnih četiri momčadi iz dodatnih kvalifikacija u studenom 2015.
Dvostruki branitelj naslova Španjolska ispala je u osmini finala porazom od Italije. Pobjednik prvenstva plasirat će se na FIFA Konfederacijski kup 2017. u Rusiji.

## Kandidati za domaćina
Četiri su ponude primljene prije roka 9. ožujka 2009., s kandidatima Francuskom, Italijom, Turskom, te zajedničkom kandidaturom Norveške i Švedske. Norvežani i Šveđani su odustali od kandidature u prosincu iste godine. Domaćin Europskog prvenstva 2016. određen je 28. svibnja 2010., gdje je Francuska dobila domaćinstvo.
Odabir Francuske kao domaćina umjesto Turske povukao je mnogo kontroverzi, najviše zbog činjenice da je predsjednik UEFA-e, Michel Platini, Francuz. Na pitanje "Tijekom mandata Seppa Blattera, Euro 2008 je dodijeljeno Švicarskoj, tijekom vašeg Euro 2016 je dodijeljeno Francuskoj, je li ovo novi trend?" Platini je odgovorio: "Kad predsjednik bude Turčin, onda možete biti domaćini velikog natjecanja". To je dovelo do oštrih reakcija medija i nekolicine nogometnih ličnosti, između ostalih tadašnjeg trenera turske reprezentacije Guusa Hiddinka.
| Rezultati glasovanja | Rezultati glasovanja | Rezultati glasovanja |         |
| Država               | Glasova              | Glasova              | Glasova |
| -------------------- | -------------------- | -------------------- | ------- |
| Francuska            | 43                   | 8                    |         |
| Turska               | 38                   | 7                    |         |
| Italija              | 23                   | :                    |         |

## Kvalifikacije
| Skupina A   | Skupina B   | Skupina C      |
| ----------- | ----------- | -------------- |
| Češka       | Belgija     | Španjolska     |
| Island      | Wales       | Slovačka       |
| Turska      | BiH         | Ukrajina       |
| Nizozemska  | Izrael      | Bjelorusija    |
| Kazahstan   | Cipar       | Luksemburg     |
| Latvija     | Andora      | Makedonija     |
| Skupina D   | Skupina E   | Skupina F      |
| Njemačka    | Engleska    | Sjeverna Irska |
| Poljska     | Švicarska   | Rumunjska      |
| Irska       | Slovenija   | Mađarska       |
| Škotska     | Estonija    | Finska         |
| Gruzija     | Litva       | Farski otoci   |
| Gibraltar   | San Marino  | Grčka          |
| Skupina G   | Skupina H   | Skupina I      |
| Austrija    | Italija     | Portugal       |
| Rusija      | Hrvatska    | Albanija       |
| Švedska     | Norveška    | Danska         |
| Crna Gora   | Bugarska    | Srbija         |
| Lihtenštajn | Azerbajdžan | Armenija       |
| Moldavija   | Malta       |                |

S proširenjem na 24 momčadi, srednje rangirane reprezentacije imale su veću priliku za kvalificiranje na završnicu Europskog prvenstva. Dotadašnji kvalifikacijski format od 9 skupina s po šest i pet momčadi je ostao, momčadi u skupinama određene su prema UEFA-inim koefcijentom. Ukupno su 53 reprezentacije lovile 23 mjesta u završnici uz domaćina Francusku. Gibraltar je po prvi put nastupio u kvalifikacijama za Europsko prvenstvo, nakon što ih je UEFA 2013. priznala kao članicu.
Kvalifikacijske skupine izvučene su 23. veljače 2014. na ždrijebu u Nici. Po završetku natjecanja po skupinama, prvoplasirane i drugoplasirane momčadi iz svake skupine plasirale su se izravno na završnicu prvenstva, uz najbolju trećeplasiranu ekipu (ne uzimajući u obzir susrete s momčadima na 6. mjestu u skupini), koja je naposljetku bila Turska. Ostale momčadi koje su završile na trećem mjestu u skupinama razigravale su za završnicu, gdje su se četiri pobjednika također kvalificirala za prvenstvo.

### Kvalificirane momčadi
Ukupno se 13 od 16 reprezentacija (uključujući domaćina Francusku) koje su nastupile na prvenstvu 2012. uspjelo kvalificirati i za ovaj turnir. Među njima je i Engleska, koja je postala tek šesta momčad s maksimalnim učinkom u kvalifikacijama (10 pobjeda u 10 susreta); branitelj naslova Španjolska; te svjetski prvak Njemačka, koja se kvalificirala za svoje 12. uzastopno Europsko prvenstvo. Rumunjska, Turska, Austrija i Švicarska su se vratile u završnicu nakon što su propustili prvenstvo 2012., s tim da su se Austrijanci kvalificirali tek na svoje drugo Europsko prvenstvo, nakon što su sudjelovali na prvenstvu 2008. kao domaćini. Reprezentacije koje su se vratile na prvenbstvo nakon dugo vremena uključuju Belgiju, koja se plasirala po prvi put nakon njihova domaćinstva prvenstva 2000. i Mađarsku koja je nastupila po prvi put nakon 44 godine i prvenstva 1972. te 30 godina nakon nastupa u nekom velikom natjecanju (zadnji veliki nastup bilo im je Svjetsko prvenstvo 1986.).
Pet se reprezentacija kvalificiralo na svoje prvo Europsko prvenstvo u nogometu: Albanija, Island, Sjeverna Irska, Slovačka i Wales. Osim toga, reprezentacije Albanije i Islanda nisu prije nastupale ni na jednom velikom natjecanju. Također, Austrija i Ukrajina su se po prvi put uspješno kvalificirale za EP, s obzirom na to da su prije toga u završnici nastupili jedino kao domaćini (2008. i 2012.). Škotska je bila jedina britanska nacija koja se nije kvalificirala za završnicu, a vrijedno spomena je i posljednje mjesto prvaka iz 2004. Grčke u njenoj kvalifikacijskoj skupini. Također, dva se prijašnja europska prvaka nisu plasirala: pobjednci iz 1988., Nizozemska i prvaci 1992., Danska; Nizozemci po prvi put nakon prvenstva 1984. (također održanog u Francuskoj) i samo 16 mjeseci nakon osvajanja trećeg mjesta na Svjetskom prvenstvu 2014. a Danci nakon poraza u dodatnim kvalifikacijama od susjeda Švedske.
| Momčad         | Kvalificirani kao                    | Nadnevak kvalifikacije | Prijašnji nastupi na EP1                                                     |
| -------------- | ------------------------------------ | ---------------------- | ---------------------------------------------------------------------------- |
| Francuska      | domaćin                              | 28. svibnja 2010.      | 8 (1960., 1984., 1992., 1996., 2000., 2004., 2008., 2012.)                   |
| Engleska       | pobjednik skupine E                  | 5. rujna 2015.         | 8 (1968., 1980., 1988., 1992., 1996., 2000., 2004., 2012.)                   |
| Češka2         | pobjednik skupine A                  | 6. rujna 2015.         | 8 (1960., 1976., 1980., 1996., 2000., 2004., 2008., 2012.)                   |
| Island         | drugoplasirani u skupini A           | 6. rujna 2015.         | 0 (prvi nastup)                                                              |
| Austrija       | pobjednik skupine G                  | 8. rujna 2015.         | 1 (2008.)                                                                    |
| Sjeverna Irska | pobjednik skupine F                  | 8. listopada 2015.     | 0 (prvi nastup)                                                              |
| Portugal       | pobjednik skupine I                  | 8. listopada 2015.     | 6 (1984., 1996., 2000., 2004., 2008., 2012.)                                 |
| Španjolska     | pobjednik skupine C                  | 9. listopada 2015.     | 9 (1964., 1980., 1984., 1988., 1996., 2000., 2004., 2008., 2012.)            |
| Švicarska      | drugoplasirani u skupini E           | 9. listopada 2015.     | 3 (1996., 2004., 2008.)                                                      |
| Italija        | pobjednik skupine H                  | 10. listopada 2015.    | 8 (1968., 1980., 1988., 1996., 2000., 2004., 2008., 2012.)                   |
| Belgija        | pobjednik skupine B                  | 10. listopada 2015.    | 4 (1972., 1980., 1984., 2000.)                                               |
| Wales          | drugoplasirani u skupini B           | 10. listopada 2015.    | 0 (prvi nastup)                                                              |
| Rumunjska      | drugoplasirani u skupini F           | 11. listopada 2015.    | 4 (1984., 1996., 2000., 2008.)                                               |
| Albanija       | drugoplasirani u skupini I           | 11. listopada 2015.    | 0 (prvi nastup)                                                              |
| Njemačka3      | pobjednik skupine D                  | 11. listopada 2015.    | 11 (1972, 1976., 1980, 1984., 1988, 1992., 1996, 2000., 2004., 2008., 2012.) |
| Poljska        | drugoplasirani u skupini D           | 11. listopada 2015.    | 2 (2008., 2012)                                                              |
| Rusija4        | drugoplasirani u skupini G           | 12. listopada 2015.    | 10 (1960., 1964., 1968., 1972., 1988., 1992., 1996., 2004., 2008., 2012.)    |
| Slovačka       | drugoplasirani u skupini C           | 12. listopada 2015.    | 0 (prvi nastup)                                                              |
| Hrvatska       | drugoplasirani u skupini H           | 13. listopada 2015.    | 4 (1996., 2004., 2008., 2012.)                                               |
| Turska         | najbolji trećeplasirani              | 13. listopada 2015.    | 3 (1996., 2000., 2008.)                                                      |
| Mađarska       | pobjednik u dodatnim kvalifikacijama | 15. studenog 2015.     | 2 (1964., 1972.)                                                             |
| Irska          | pobjednik u dodatnim kvalifikacijama | 16. studenog 2015.     | 2 (1988., 2012.)                                                             |
| Švedska        | pobjednik u dodatnim kvalifikacijama | 17. studenog 2015.     | 5 (1992., 2000., 2004., 2008., 2012.)                                        |
| Ukrajina       | pobjednik u dodatnim kvalifikacijama | 17. studenog 2015.     | 1 (2012.)                                                                    |

1 Podebljanim slovima označen je prvak te godine. Kosim slovima označena je država domaćin te godine.
2 Od 1960. do 1992., Češka se natjecala kao Čehoslovačka.
3 Od 1960. do 1988., Njemačka se natjecala kao SR Njemačka.
4 Od 1960. do 1988., Rusija se natjecala kao Sovjetski savez, a 1992. godine kao Zajednicu neovisnih država.

## Format natjecanja
Prošireni format završnice prvenstva sastojat će se od šest skupina s po četiri momčadi u svakoj. Nakon natjecanja po skupinama slijedi osmina finala, četvrtfinale, polufinale i finale. Prve dvije momčadi iz svake skupine izravno će prolaziti u drugi dio natjecanja, a pridružile im bi se četiri najbolje trećeplasirane momčadi. Isti se sustav natjecanja koristio na Svjetskim nogometnim prvenstvima od 1986. do 1994. godine. Ovaj format donosi 51 utakmicu prvenstva, što je dvadeset više od prijašnje 31 utakmice. Europsko bi se prvenstvo trebalo igrati u razdoblju od 29 do 31 dan.

## Stadioni
Originalno je predstavljeno 12 stadiona za francusku kandidaturu, odabranih 28. svibnja 2010. Broj stadiona se do svibnja 2011. smanjio na devet, iako je u lipnju iste godine predloženo da se broj popne na jedanaest. Francuski nogometni savez trebao je odabrati devet stadiona koji će se koristiti za prvenstvo.
Odabir prvih sedam igrališta bio je nesporan – francuski nacionalni stadion Stade de France, četiri novoizgrađena stadiona u Lilleu, Lyonu, Nici i Bordeauxu, kao i stadion u dva najveća grada, Parizu i Marseilleu. Za preostala dva mjesta, nakon što je Strasbourg odustao zbog financijskih razloga, izabrani su Lens i Nancy u prvom krugu glasovanja, umjesto Saint-Étienna i Toulousea, koji su ostavljeni kao alternativa.
U lipnju 2011., broj stadiona povećan je na 11 zbog novog formata prvenstva s 24 ekipe, umjesto dotadašnjeg sa 16. To je značilo da su se rezervni gradovi Toulouse i St-Étienne pridružili popisu gradova domaćina. Međutim, u prosincu 2011., Nancy je odustao od domaćinstva, nakon neuspješnog pokušaja renovacije stadiona, što je naposljetku značilo da će se prvenstvo održavati u deset gradova.
Stade de la Beaujoire u Nantesu i Stade de la Mosson u Montpellieru, inače stadioni korišteni za potrebe Svjetskog prvenstva 1998., nisu odabrani ovaj put. Konačan popis stadiona obajvila je UEFA-ina Izvršna komisija 25. siječnja 2013.
| Saint-Denis | Marseille | Lyon | Villeneuve-d'Ascq                           |
| --- | --- | --- | ------------------------------------------- |
| Stade de France | Stade Vélodrome | Parc Olympique Lyonnais | Stade Pierre-Mauroy                         |
| 48°55′28″N 2°21′36″E / 48.92444°N 2.36000°E | 43°16′11″N 5°23′45″E / 43.26972°N 5.39583°E | 45°45′56″N 4°58′52″E / 45.76556°N 4.98111°E | 50°36′43″N 3°07′50″E / 50.61194°N 3.13056°E |
| Kapacitet: 81 338 | Kapacitet: 67 3941 | Kapacitet: 59 2862 | Kapacitet: 50 186                           |
| | | |                                             |
| Saint-DenisMarseilleParizLensLyonToulouseSaint-ÉtienneBordeauxLilleNicaEuropsko prvenstvo u nogometu – Francuska 2016. na zemljovidu Francuske | Saint-DenisMarseilleParizLensLyonToulouseSaint-ÉtienneBordeauxLilleNicaEuropsko prvenstvo u nogometu – Francuska 2016. na zemljovidu Francuske | Saint-DenisMarseilleParizLensLyonToulouseSaint-ÉtienneBordeauxLilleNicaEuropsko prvenstvo u nogometu – Francuska 2016. na zemljovidu Francuske | Pariz                                       |
| Saint-DenisMarseilleParizLensLyonToulouseSaint-ÉtienneBordeauxLilleNicaEuropsko prvenstvo u nogometu – Francuska 2016. na zemljovidu Francuske | Saint-DenisMarseilleParizLensLyonToulouseSaint-ÉtienneBordeauxLilleNicaEuropsko prvenstvo u nogometu – Francuska 2016. na zemljovidu Francuske | Saint-DenisMarseilleParizLensLyonToulouseSaint-ÉtienneBordeauxLilleNicaEuropsko prvenstvo u nogometu – Francuska 2016. na zemljovidu Francuske | Park prinčeva                               |
| Saint-DenisMarseilleParizLensLyonToulouseSaint-ÉtienneBordeauxLilleNicaEuropsko prvenstvo u nogometu – Francuska 2016. na zemljovidu Francuske | Saint-DenisMarseilleParizLensLyonToulouseSaint-ÉtienneBordeauxLilleNicaEuropsko prvenstvo u nogometu – Francuska 2016. na zemljovidu Francuske | Saint-DenisMarseilleParizLensLyonToulouseSaint-ÉtienneBordeauxLilleNicaEuropsko prvenstvo u nogometu – Francuska 2016. na zemljovidu Francuske | 48°50′29″N 2°15′11″E / 48.84139°N 2.25306°E |
| Saint-DenisMarseilleParizLensLyonToulouseSaint-ÉtienneBordeauxLilleNicaEuropsko prvenstvo u nogometu – Francuska 2016. na zemljovidu Francuske | Saint-DenisMarseilleParizLensLyonToulouseSaint-ÉtienneBordeauxLilleNicaEuropsko prvenstvo u nogometu – Francuska 2016. na zemljovidu Francuske | Saint-DenisMarseilleParizLensLyonToulouseSaint-ÉtienneBordeauxLilleNicaEuropsko prvenstvo u nogometu – Francuska 2016. na zemljovidu Francuske | Kapacitet: 48 7121                          |
| Saint-DenisMarseilleParizLensLyonToulouseSaint-ÉtienneBordeauxLilleNicaEuropsko prvenstvo u nogometu – Francuska 2016. na zemljovidu Francuske | Saint-DenisMarseilleParizLensLyonToulouseSaint-ÉtienneBordeauxLilleNicaEuropsko prvenstvo u nogometu – Francuska 2016. na zemljovidu Francuske | Saint-DenisMarseilleParizLensLyonToulouseSaint-ÉtienneBordeauxLilleNicaEuropsko prvenstvo u nogometu – Francuska 2016. na zemljovidu Francuske |                                             |
| Saint-DenisMarseilleParizLensLyonToulouseSaint-ÉtienneBordeauxLilleNicaEuropsko prvenstvo u nogometu – Francuska 2016. na zemljovidu Francuske | Saint-DenisMarseilleParizLensLyonToulouseSaint-ÉtienneBordeauxLilleNicaEuropsko prvenstvo u nogometu – Francuska 2016. na zemljovidu Francuske | Saint-DenisMarseilleParizLensLyonToulouseSaint-ÉtienneBordeauxLilleNicaEuropsko prvenstvo u nogometu – Francuska 2016. na zemljovidu Francuske | Bordeaux                                    |
| Saint-DenisMarseilleParizLensLyonToulouseSaint-ÉtienneBordeauxLilleNicaEuropsko prvenstvo u nogometu – Francuska 2016. na zemljovidu Francuske | Saint-DenisMarseilleParizLensLyonToulouseSaint-ÉtienneBordeauxLilleNicaEuropsko prvenstvo u nogometu – Francuska 2016. na zemljovidu Francuske | Saint-DenisMarseilleParizLensLyonToulouseSaint-ÉtienneBordeauxLilleNicaEuropsko prvenstvo u nogometu – Francuska 2016. na zemljovidu Francuske | Stade Matmut-Atlantique                     |
| Saint-DenisMarseilleParizLensLyonToulouseSaint-ÉtienneBordeauxLilleNicaEuropsko prvenstvo u nogometu – Francuska 2016. na zemljovidu Francuske | Saint-DenisMarseilleParizLensLyonToulouseSaint-ÉtienneBordeauxLilleNicaEuropsko prvenstvo u nogometu – Francuska 2016. na zemljovidu Francuske | Saint-DenisMarseilleParizLensLyonToulouseSaint-ÉtienneBordeauxLilleNicaEuropsko prvenstvo u nogometu – Francuska 2016. na zemljovidu Francuske | 44°53′50″N 0°33′43″W / 44.89722°N 0.56194°W |
| Saint-DenisMarseilleParizLensLyonToulouseSaint-ÉtienneBordeauxLilleNicaEuropsko prvenstvo u nogometu – Francuska 2016. na zemljovidu Francuske | Saint-DenisMarseilleParizLensLyonToulouseSaint-ÉtienneBordeauxLilleNicaEuropsko prvenstvo u nogometu – Francuska 2016. na zemljovidu Francuske | Saint-DenisMarseilleParizLensLyonToulouseSaint-ÉtienneBordeauxLilleNicaEuropsko prvenstvo u nogometu – Francuska 2016. na zemljovidu Francuske | Kapacitet: 42 1152                          |
| Saint-DenisMarseilleParizLensLyonToulouseSaint-ÉtienneBordeauxLilleNicaEuropsko prvenstvo u nogometu – Francuska 2016. na zemljovidu Francuske | Saint-DenisMarseilleParizLensLyonToulouseSaint-ÉtienneBordeauxLilleNicaEuropsko prvenstvo u nogometu – Francuska 2016. na zemljovidu Francuske | Saint-DenisMarseilleParizLensLyonToulouseSaint-ÉtienneBordeauxLilleNicaEuropsko prvenstvo u nogometu – Francuska 2016. na zemljovidu Francuske |                                             |
| Saint-Étienne | Lens | Nica | Toulouse                                    |
| Stade Geoffroy-Guichard | Stade Bollaert-Delelis | Allianz Riviera | Stadium Municipal                           |
| 45°27′39″N 4°23′24″E / 45.46083°N 4.39000°E | 50°25′58.26″N 2°48′53.47″E / 50.4328500°N 2.8148528°E                                                                                          | 43°42′25″N 7°11′40″E / 43.70694°N 7.19444°E | 43°34′59″N 1°26′3″E / 43.58306°N 1.43417°E  |
| Kapacitet: 41 9651 | Kapacitet: 38 2231 | Kapacitet: 35 6242 | Kapacitet: 33 1501                          |
| | | |                                             |

Bilješke
- 1 Stadion nadograđen za potrebe prvenstva
- 2 Novoizgrađeni stadion

## Suci
UEFA je 15. prosinca 2015. imenovala osamnaest sudaca za Europsko prvenstvo 2016. Cjelokupne sudačke ekipe objavljene su 1. ožujka 2016.
| Država     | Sudac                   | Pomoćnici                                                                            | Dodatni pomoćnici                         | Uta. | Žuti kartoni | Dva žuta kartona | Izravni crveni kartoni |
| ---------- | ----------------------- | ------------------------------------------------------------------------------------ | ----------------------------------------- | ---- | ------------ | ---------------- | ---------------------- |
| Engleska   | Martin Atkinson         | Michael Mullarkey Stephan Child Gary Beswick (rezervni)                              | Michael Oliver Craig Pawso                | 1    | 1            | 0                | 0                      |
| Njemačka   | Felix Brych             | Mark Borsch Stefan Lupp Marco Achmüller (rezervni)                                   | Bastian Dankert Marco Fritz               |      |              |                  |                        |
| Turska     | Cüneyt Çakır            | Bahattin Duran Tarık Ongun Mustafa Emre Eyisoy (rezervni)                            | Hüseyin Göçek Barış Şimşek                |      |              |                  |                        |
| Engleska   | Mark Clattenburg        | Simon Beck Jake Collin Stuart Burt (rezervni)                                        | Anthony Taylor Andre Marriner             | 1    | 5            | 0                | 0                      |
| Škotska    | Willie Collum           | Damien MacGraith Francis Connor Douglas Ross (rezervni)                              | Bobby Madden John Beaton                  |      |              |                  |                        |
| Švedska    | Jonas Eriksson          | Mathias Klasenius Daniel Wärnmark Mehmet Culum (rezervni)                            | Stefan Johannesson Markus Strömbergsson   | 1    | 4            | 0                | 0                      |
| Rumunjska  | Ovidiu Hațegan          | Octavian Şovre Sebastian Gheorghe Radu Ghinguleac (rezervni)                         | Alexandru Tudor Sebastian Colţescu        | 1    | 3            | 0                | 0                      |
| Rusija     | Sergej Karasjov         | Anton Averyanov Tikhon Kalugin Nikolai Golubev (rezervni)                            | Sergej Lapočkin Sergej Ivanov             |      |              |                  |                        |
| Mađarska   | Viktor Kassai           | György Ring Vencel Tóth István Albert (rezervni)                                     | Tamás Bognar Ádám Farkas                  | 1    | 4            | 0                | 0                      |
| Češka      | Pavel Královec          | Roman Slyško Martin Wilczek Tomas Mokrusch (rezervni)                                | Peter Ardeleanu Michal Patak              |      |              |                  |                        |
| Nizozemska | Björn Kuipers           | Sander Van Roekel Erwin Zeinstra Mario Diks (rezervni)                               | Pol van Boekel Richard Liesveld           |      |              |                  |                        |
| Poljska    | Szymon Marciniak        | Paweł Sokolnicki Tomasz Listkiewicz Radosław Siejka (rezervni)                       | Paweł Raczkowski Tomasz Musiał            | 1    | 1            | 0                | 0                      |
| Srbija     | Milorad Mažić           | Milovan Ristić Dalibor Đurđević Nemanja Petrović (rezervni)                          | Danilo Grujić Nenad Đokić                 | 1    | 3            | 0                | 0                      |
| Norveška   | Svein Oddvar Moen       | Kim Thomas Haglund Frank Andås Sven Erik Midthjell (rezervni)                        | Ken Henry Johnsen Svein-Erik Edvartsen    | 1    | 5            | 0                | 0                      |
| Italija    | Nicola Rizzoli          | Elenito Di Liberatore Mauro Tonolini Gianluca Cariolato (rezervni)                   | Luca Banti Antonio Damato                 | 1    | 2            | 0                | 0                      |
| Slovenija  | Damir Skomina           | Jure Praprotnik Robert Vukan Bojan Ul (rezervni)                                     | Matej Jug Slavko Vinčić                   | 1    | 1            | 0                | 0                      |
| Francuska  | Clément Turpin          | Frédéric Cano Nicolas Danos Cyril Gringore (rezervni)                                | Benoît Bastien Fredy Fautrel              |      |              |                  |                        |
| Španjolska | Carlos Velasco Carballo | Roberto Alonso Fernández Juan Carlos Yuste Jiménez Raúl Cabañero Martínez (rezervni) | Jesús Gil Manzano Carlos del Cerro Grande | 1    | 6            | 1                | 0                      |

Uz to, navedena su dva dodatna suca koji će služiti kao četvrti suci, te dva rezervna pomoćna sudca:
| Država      | Četvrti sudac           |
| ----------- | ----------------------- |
| Bjelorusija | Aleksej Kulbakov        |
| Grčka       | Anastasios Sidiropoulos |

| Država      | Pomoćni sudac        |
| ----------- | -------------------- |
| Bjelorusija | Vitalij Maliutsin    |
| Grčka       | Damianos Efthymiadis |

## Ždrijeb skupina
Ždrijeb završnice održan je 12. prosinca 2015. u 18:00, u Palais des Congrès de la Porte Maillot u Parizu. 24 kvalificirane reprezentacije ždrijebane su u 6 skupina po četiri ekipe, s tim da je domaćin Francuska automatski plasirana na poziciju A1. Ostale su momčadi raspodijeljene u neku od četiri jakosne skupine, ovisno o njihovom nacionalnom koefcijentu kojeg je UEFA objavila nakon završetka kvalifikacijskih skupina, 14. listopada 2015. Španjolska je kao branitelj naslova automatski postavljena u 1. jakosnu skupinu.
| 1. jakosna skupina                                                       | 2. jakosna skupina                                  | 3. jakosna skupina                                | 4. jakosna skupina                                |
| ------------------------------------------------------------------------ | --------------------------------------------------- | ------------------------------------------------- | ------------------------------------------------- |
| Francuska (smještena u A1) Španjolska Njemačka Engleska Portugal Belgija | Italija Rusija Švicarska Austrija Hrvatska Ukrajina | Češka Švedska Poljska Rumunjska Slovačka Mađarska | Turska Irska Island Wales Albanija Sjeverna Irska |

## Natjecanje po skupinama
| Napomena za boje | Napomena za boje                       |
| ---------------- | -------------------------------------- |
|                  | Momčad je prošla u drugi dio prvenstva |
|                  | Momčad je ispala iz natjecanja         |

UEFA je 25. travnja 2014. najavila raspored natjecanja. Sva vremena su u srednjoeuropskom ljetnom vremenu (UTC+2).
Pobjednici skupina, drugoplasirane i najbolje 4 trećeplasirane momčadi prolaze u osminu finala.

### Skupina A
| Pol. | Momčad    | Uta. | Pob. | Izj. | Por. | PoG | PrG | GR | Bod. |
| ---- | --------- | ---- | ---- | ---- | ---- | --- | --- | -- | ---- |
| 1.   | Francuska | 3    | 2    | 1    | 0    | 4   | 1   | +3 | 7    |
| 2.   | Švicarska | 3    | 1    | 2    | 0    | 2   | 1   | +1 | 5    |
| 3.   | Albanija  | 3    | 1    | 0    | 2    | 1   | 3   | -2 | 3    |
| 4.   | Rumunjska | 3    | 0    | 1    | 2    | 2   | 4   | -2 | 1    |

| 10. lipnja 2016. 21:00 |             |                   |                                                                           |
| Francuska              | 2 : 1       | Rumunjska         | Stade de France, Saint-Denis Broj gledatelja: 75.113 Sudac: Viktor Kassai |
| Giroud 57' Payet 89'   | (izvještaj) | Stancu 65' (pen.) | Stade de France, Saint-Denis Broj gledatelja: 75.113 Sudac: Viktor Kassai |

| 11. lipnja 2016. 15:00 |             |           |                                                                                     |
| Albanija               | 0 : 1       | Švicarska | Stade Bollaert-Delelis, Lens Broj gledatelja: 33.805 Sudac: Carlos Velasco Carballo |
| Cana 36'               | (izvještaj) | Schar 5'  | Stade Bollaert-Delelis, Lens Broj gledatelja: 33.805 Sudac: Carlos Velasco Carballo |

| 15. lipnja 2016. 18:00 |             |             |                                                                    |
| Rumunjska              | 1 : 1       | Švicarska   | Park prinčeva, Pariz Broj gledatelja: 43.576 Sudac: Sergei Karasev |
| Stancu 18' (pen.)      | (izvještaj) | Mehmedi 57' | Park prinčeva, Pariz Broj gledatelja: 43.576 Sudac: Sergei Karasev |

| 15. lipnja 2016. 21:00   |             |          |                                                                         |
| Francuska                | 2 : 0       | Albanija | Stade Vélodrome, Marseille Broj gledatelja: 63.670 Sudac: Willie Collum |
| Grizmann 90' Payet 90+6' | (izvještaj) |          | Stade Vélodrome, Marseille Broj gledatelja: 63.670 Sudac: Willie Collum |

| 19. lipnja 2016. 21:00 |             |           |                                                                         |
| Švicarska              | 0 : 0       | Francuska | Stade Pierre-Mauroy, Lille Broj gledatelja: 45.616 Sudac: Damir Skomina |
|                        | (izvještaj) |           | Stade Pierre-Mauroy, Lille Broj gledatelja: 45.616 Sudac: Damir Skomina |

| 19. lipnja 2016. 21:00 |             |            |                                                                             |
| Rumunjska              | 0 : 1       | Albanija   | Parc Olympique Lyonnais, Lyon Broj gledatelja: 49.752 Sudac: Pavel Královec |
|                        | (izvještaj) | Sadiku 43' | Parc Olympique Lyonnais, Lyon Broj gledatelja: 49.752 Sudac: Pavel Královec |

### Skupina B
| Pol. | Momčad   | Uta. | Pob. | Izj. | Por. | PoG | PrG | GR | Bod. |
| ---- | -------- | ---- | ---- | ---- | ---- | --- | --- | -- | ---- |
| 1.   | Wales    | 3    | 2    | 0    | 1    | 6   | 3   | +3 | 6    |
| 2.   | Engleska | 3    | 1    | 2    | 0    | 3   | 2   | +1 | 5    |
| 3.   | Slovačka | 3    | 1    | 1    | 1    | 3   | 3   | 0  | 4    |
| 4.   | Rusija   | 3    | 0    | 1    | 2    | 2   | 6   | -4 | 1    |

| 11. lipnja 2016. 18:00   |             |          |                                                                                      |
| Wales                    | 2 : 1       | Slovačka | Nouveau Stade de Bordeaux, Bordeaux Broj gledatelja: 37.831 Sudac: Svein Oddvar Moen |
| Bale 10' Robson-Kanu 81' | (izvještaj) | Duda 61' | Nouveau Stade de Bordeaux, Bordeaux Broj gledatelja: 37.831 Sudac: Svein Oddvar Moen |

| 11. lipnja 2016. 21:00 |             |                  |                                                                          |
| Engleska               | 1 : 1       | Rusija           | Stade Vélodrome, Marseille Broj gledatelja: 62.343 Sudac: Nicola Rizzoli |
| Dier 73'               | (izvještaj) | Berezutski 90+3' | Stade Vélodrome, Marseille Broj gledatelja: 62.343 Sudac: Nicola Rizzoli |

| 15. lipnja 2016. 15:00 |             |                      |                                                                         |
| Rusija                 | 1 : 2       | Slovačka             | Stade Pierre-Mauroy, Lille Broj gledatelja: 38.989 Sudac: Damir Skomina |
| Glušakov 80'           | (izvještaj) | Weiss 32' Hamšík 45' | Stade Pierre-Mauroy, Lille Broj gledatelja: 38.989 Sudac: Damir Skomina |

| 16. lipnja 2016. 15:00    |             |          |                                                                         |
| Engleska                  | 2 : 1       | Wales    | Stade Bollaert-Delelis, Lens Broj gledatelja: 34.033 Sudac: Felix Brych |
| Vardy 56' Sturridge 90+2' | (izvještaj) | Bale 42' | Stade Bollaert-Delelis, Lens Broj gledatelja: 34.033 Sudac: Felix Brych |

| 20. lipnja 2016. 21:00 |             |          |                                                                                               |
| Slovačka               | 0 : 0       | Engleska | Stade Geoffroy-Guichard, Saint-Étienne Broj gledatelja: 39.051 Sudac: Carlos Velasco Carballo |
|                        | (izvještaj) |          | Stade Geoffroy-Guichard, Saint-Étienne Broj gledatelja: 39.051 Sudac: Carlos Velasco Carballo |

| 20. lipnja 2016. 21:00 |             |                                |                                                                           |
| Rusija                 | 0 : 3       | Wales                          | Stadium Municipal, Toulouse Broj gledatelja: 28.840 Sudac: Jonas Eriksson |
|                        | (izvještaj) | Ramsey 11' Taylor 20' Bale 67' | Stadium Municipal, Toulouse Broj gledatelja: 28.840 Sudac: Jonas Eriksson |

### Skupina C
| Pol. | Momčad         | Uta. | Pob. | Izj. | Por. | PoG | PrG | GR | Bod. |
| ---- | -------------- | ---- | ---- | ---- | ---- | --- | --- | -- | ---- |
| 1.   | Njemačka       | 3    | 2    | 1    | 0    | 3   | 0   | +3 | 7    |
| 2.   | Poljska        | 3    | 2    | 1    | 0    | 2   | 0   | +2 | 7    |
| 3.   | Sjeverna Irska | 3    | 1    | 0    | 2    | 2   | 2   | 0  | 3    |
| 4.   | Ukrajina       | 3    | 0    | 0    | 3    | 0   | 5   | -5 | 0    |

| 12. lipnja 2016. 18:00 |             |                |                                                                     |
| Poljska                | 1 : 0       | Sjeverna Irska | Allianz Riviera, Nica Broj gledatelja: 33,742 Sudac: Ovidiu Hațegan |
| Milik 51'              | (izvještaj) |                | Allianz Riviera, Nica Broj gledatelja: 33,742 Sudac: Ovidiu Hațegan |

| 12. lipnja 2016. 21:00           |             |          |                                                                           |
| Njemačka                         | 2 : 0       | Ukrajina | Stade Pierre-Mauroy, Lille Broj gledatelja: 43,035 Sudac: Martin Atkinson |
| Mustafi 19' Schweinsteiger 90+2' | (izvještaj) |          | Stade Pierre-Mauroy, Lille Broj gledatelja: 43,035 Sudac: Martin Atkinson |

| 16. lipnja 2016. 18:00 |             |                          |                                                                             |
| Ukrajina               | 0 : 2       | Sjeverna Irska           | Parc Olympique Lyonnais, Lyon Broj gledatelja: 51.043 Sudac: Pavel Královec |
|                        | (izvještaj) | McAuley 49' McGinn 90+6' | Parc Olympique Lyonnais, Lyon Broj gledatelja: 51.043 Sudac: Pavel Královec |

| 16. lipnja 2016. 21:00 |             |         |                                                                           |
| Njemačka               | 0 : 0       | Poljska | Stade de France, Saint-Denis Broj gledatelja: 73.648 Sudac: Björn Kuipers |
|                        | (izvještaj) |         | Stade de France, Saint-Denis Broj gledatelja: 73.648 Sudac: Björn Kuipers |

| 21. lipnja 2016. 18:00 |             |           |                                                                    |
| Sjeverna Irska         | 0 : 1       | Njemačka  | Park prinčeva, Pariz Broj gledatelja: 44.125 Sudac: Clément Turpin |
|                        | (izvještaj) | Gómez 30' | Park prinčeva, Pariz Broj gledatelja: 44.125 Sudac: Clément Turpin |

| 21. lipnja 2016. 18:00 |             |                    |                                                                             |
| Ukrajina               | 0 : 1       | Poljska            | Stade Vélodrome, Marseille Broj gledatelja: 58.874 Sudac: Svein Oddvar Moen |
|                        | (izvještaj) | Błaszczykowski 54' | Stade Vélodrome, Marseille Broj gledatelja: 58.874 Sudac: Svein Oddvar Moen |

### Skupina D
| Pol. | Momčad     | Uta. | Pob. | Izj. | Por. | PoG | PrG | GR | Bod. |
| ---- | ---------- | ---- | ---- | ---- | ---- | --- | --- | -- | ---- |
| 1.   | Hrvatska   | 3    | 2    | 1    | 0    | 5   | 3   | +2 | 7    |
| 2.   | Španjolska | 3    | 2    | 0    | 1    | 5   | 2   | +3 | 6    |
| 3.   | Turska     | 3    | 1    | 0    | 2    | 2   | 4   | -2 | 3    |
| 4.   | Češka      | 3    | 0    | 1    | 2    | 2   | 5   | -3 | 1    |

| 12. lipnja 2016. 15:00 |             |            |                                                                    |
| Turska                 | 0 : 1       | Hrvatska   | Park prinčeva, Pariz Broj gledatelja: 43.842 Sudac: Jonas Eriksson |
|                        | (izvještaj) | Modrić 41' | Park prinčeva, Pariz Broj gledatelja: 43.842 Sudac: Jonas Eriksson |

| 13. lipnja 2016. 15:00 |             |       |                                                                             |
| Španjolska             | 1 : 0       | Češka | Stadium Municipal, Toulouse Broj gledatelja: 29.400 Sudac: Szymon Marciniak |
| Piqué 87'              | (izvještaj) |       | Stadium Municipal, Toulouse Broj gledatelja: 29.400 Sudac: Szymon Marciniak |

| 17. lipnja 2016. 18:00       |             |                         |                                                                                        |
| Češka                        | 2 : 2       | Hrvatska                | Stade Geoffroy-Guichard, Saint-Étienne Broj gledatelja: 38.376 Sudac: Mark Clattenburg |
| Škoda 76' Necid 90+4' (pen.) | (izvještaj) | Perišić 37' Rakitić 59' | Stade Geoffroy-Guichard, Saint-Étienne Broj gledatelja: 38.376 Sudac: Mark Clattenburg |

| 17. lipnja 2016. 21:00    |             |        |                                                                    |
| Španjolska                | 3 : 0       | Turska | Allianz Riviera, Nica Broj gledatelja: 33.409 Sudac: Milorad Mažić |
| Morata 34' 48' Nolito 37' | (izvještaj) |        | Allianz Riviera, Nica Broj gledatelja: 33.409 Sudac: Milorad Mažić |

| 21. lipnja 2016. 21:00  |             |            |                                                                                  |
| Hrvatska                | 2 : 1       | Španjolska | Nouveau Stade de Bordeaux, Bordeaux Broj gledatelja: 37.245 Sudac: Björn Kuipers |
| Kalinić 45' Perišić 87' | (izvještaj) | Morata 7'  | Nouveau Stade de Bordeaux, Bordeaux Broj gledatelja: 37.245 Sudac: Björn Kuipers |

| 21. lipnja 2016. 21:00 |             |                      |                                                                           |
| Češka                  | 0 : 2       | Turska               | Stade Bollaert-Delelis, Lens Broj gledatelja: 32.836 Sudac: Willie Collum |
|                        | (izvještaj) | Yilmaz 10' Tufan 65' | Stade Bollaert-Delelis, Lens Broj gledatelja: 32.836 Sudac: Willie Collum |

### Skupina E
| Pol. | Momčad  | Uta. | Pob. | Izj. | Por. | PoG | PrG | GR | Bod. |
| ---- | ------- | ---- | ---- | ---- | ---- | --- | --- | -- | ---- |
| 1.   | Italija | 3    | 2    | 0    | 1    | 3   | 1   | +2 | 6    |
| 2.   | Belgija | 3    | 2    | 0    | 1    | 4   | 2   | +2 | 6    |
| 3.   | Irska   | 3    | 1    | 1    | 1    | 2   | 4   | -2 | 4    |
| 4.   | Švedska | 3    | 0    | 1    | 2    | 1   | 3   | -2 | 1    |

| 13. lipnja 2016. 18:00 |             |                |                                                                           |
| Irska                  | 1 : 1       | Švedska        | Stade de France, Saint-Denis Broj gledatelja: 73,419 Sudac: Milorad Mažić |
| Hoolahan 48'           | (izvještaj) | Clark 71' (ag) | Stade de France, Saint-Denis Broj gledatelja: 73,419 Sudac: Milorad Mažić |

| 13. lipnja 2016. 21:00 |             |                             |                                                                               |
| Belgija                | 0 : 2       | Italija                     | Parc Olympique Lyonnais, Lyon Broj gledatelja: 55,408 Sudac: Mark Clattenburg |
|                        | (izvještaj) | Giaccherini 32' Pellè 90+3' | Parc Olympique Lyonnais, Lyon Broj gledatelja: 55,408 Sudac: Mark Clattenburg |

| 17. lipnja 2016. 15:00 |             |         |                                                                          |
| Italija                | 1 : 0       | Švedska | Stadium Municipal, Toulouse Broj gledatelja: 29.600 Sudac: Viktor Kassai |
| Éder 88'               | (izvještaj) |         | Stadium Municipal, Toulouse Broj gledatelja: 29.600 Sudac: Viktor Kassai |

| 18. lipnja 2016. 15:00    |             |       |                                                                                 |
| Belgija                   | 3 : 0       | Irska | Nouveau Stade de Bordeaux, Bordeaux Broj gledatelja: 39.493 Sudac: Cüneyt Çakır |
| Lukaku 48' 70' Witsel 61' | (izvještaj) |       | Nouveau Stade de Bordeaux, Bordeaux Broj gledatelja: 39.493 Sudac: Cüneyt Çakır |

| 22. lipnja 2016. 21:00 |             |                |                                                                  |
| Švedska                | 0 : 1       | Belgija        | Allianz Riviera, Nica Broj gledatelja: 34.011 Sudac: Felix Brych |
|                        | (izvještaj) | Nainggolan 84' | Allianz Riviera, Nica Broj gledatelja: 34.011 Sudac: Felix Brych |

| 22. lipnja 2016. 21:00 |             |           |                                                                          |
| Italija                | 0 : 1       | Irska     | Stade Pierre-Mauroy, Lille Broj gledatelja: 44.268 Sudac: Ovidiu Hațegan |
|                        | (izvještaj) | Brady 85' | Stade Pierre-Mauroy, Lille Broj gledatelja: 44.268 Sudac: Ovidiu Hațegan |

### Skupina F
| Pol. | Momčad   | Uta. | Pob. | Izj. | Por. | PoG | PrG | GR | Bod. |
| ---- | -------- | ---- | ---- | ---- | ---- | --- | --- | -- | ---- |
| 1.   | Mađarska | 3    | 1    | 2    | 0    | 6   | 4   | +2 | 5    |
| 2.   | Island   | 3    | 1    | 2    | 0    | 4   | 3   | +1 | 5    |
| 3.   | Portugal | 3    | 0    | 3    | 0    | 4   | 4   | 0  | 3    |
| 4.   | Austrija | 3    | 0    | 1    | 2    | 1   | 4   | -3 | 1    |

| 14. lipnja 2016. 18:00 |             |                        |                                                                                   |
| Austrija               | 0 : 2       | Mađarska               | Nouveau Stade de Bordeaux, Bordeaux Broj gledatelja: 34.424 Sudac: Clément Turpin |
| Dragović 66'           | (izvještaj) | Szalai 62' Stieber 87' | Nouveau Stade de Bordeaux, Bordeaux Broj gledatelja: 34.424 Sudac: Clément Turpin |

| 14. lipnja 2016. 21:00 |             |               |                                                                                    |
| Portugal               | 1 : 1       | Island        | Stade Geoffroy-Guichard, Saint-Étienne Broj gledatelja: 38.742 Sudac: Cüneyt Çakır |
| Nani 31'               | (izvještaj) | Bjarnason 50' | Stade Geoffroy-Guichard, Saint-Étienne Broj gledatelja: 38.742 Sudac: Cüneyt Çakır |

| 18. lipnja 2016. 18:00 |             |                    |                                                                          |
| Island                 | 1 : 1       | Mađarska           | Stade Vélodrome, Marseille Broj gledatelja: 60.842 Sudac: Sergei Karasev |
| Sigurðsson 40' (pen.)  | (izvještaj) | Sævarsson 88' (ag) | Stade Vélodrome, Marseille Broj gledatelja: 60.842 Sudac: Sergei Karasev |

| 18. lipnja 2016. 21:00 |             |          |                                                                    |
| Portugal               | 0 : 0       | Austrija | Park prinčeva, Pariz Broj gledatelja: 44.291 Sudac: Nicola Rizzoli |
|                        | (izvještaj) |          | Park prinčeva, Pariz Broj gledatelja: 44.291 Sudac: Nicola Rizzoli |

| 22. lipnja 2016. 18:00          |             |            |                                                                              |
| Island                          | 2 : 1       | Austrija   | Stade de France, Saint-Denis Broj gledatelja: 68.714 Sudac: Szymon Marciniak |
| Böðvarsson 18' Traustason 90+4' | (izvještaj) | Schöpf 60' | Stade de France, Saint-Denis Broj gledatelja: 68.714 Sudac: Szymon Marciniak |

| 22. lipnja 2016. 18:00     |             |                          |                                                                              |
| Mađarska                   | 3 : 3       | Portugal                 | Parc Olympique Lyonnais, Lyon Broj gledatelja: 55.514 Sudac: Martin Atkinson |
| Gera 19' Dzsudzsák 47' 55' | (izvještaj) | Nani 42' Ronaldo 50' 62' | Parc Olympique Lyonnais, Lyon Broj gledatelja: 55.514 Sudac: Martin Atkinson |

### Položaji trećeplasiranih
| Pol. | Sk. | Momčad         | Uta. | Pob. | Izj. | Por. | PoG | PrG | GR | Bod. |
| ---- | --- | -------------- | ---- | ---- | ---- | ---- | --- | --- | -- | ---- |
| 1.   | B   | Slovačka       | 3    | 1    | 1    | 1    | 3   | 3   | 0  | 4    |
| 2.   | E   | Irska          | 3    | 1    | 1    | 1    | 2   | 4   | -2 | 4    |
| 3.   | C   | Sjeverna Irska | 3    | 1    | 0    | 2    | 2   | 2   | 0  | 3    |
| 4.   | F   | Portugal       | 3    | 0    | 3    | 0    | 4   | 4   | 0  | 3    |
| 6.   | A   | Albanija       | 3    | 1    | 0    | 2    | 1   | 3   | -2 | 3    |
| 5.   | D   | Turska         | 3    | 1    | 0    | 2    | 2   | 4   | -2 | 3    |

## Drugi dio prvenstva
U drugom dijelu prvenstva, takozvanoj nokaut fazi, u slučaju izjednačenog rezultata igraju se produžetci te nakon njih izvode se jedanaesterci ako je rezultat i dalje nepromijenjen. Svi termini su u lokalnom, srednjoeuropskom ljetnom vremenu (UTC+2).
|  | Osmina finala                  | Osmina finala                 |                          |       | Četvrtfinale | Četvrtfinale |  |  | Polufinale | Polufinale |  |  | Finale | Finale |
|  |                                |                               |                          |       |              |              |  |  |            |            |  |  |        |        |
|  | 25. lipnja – Saint-Étienne     |                               |                          |       |              |              |  |  |            |            |  |  |        |        |
|  |                                |                               |                          |       |              |              |  |  |            |            |  |  |        |        |
|  | Švicarska                      | 1 (4)                         |                          |       |              |              |  |  |            |            |  |  |        |        |
|  | Švicarska                      | 1 (4)                         | 30. lipnja – Marseille   |       |              |              |  |  |            |            |  |  |        |        |
|  | Poljska (11 m)                 | 1 (5)                         |                          |       |              |              |  |  |            |            |  |  |        |        |
|  | Poljska (11 m)                 | 1 (5)                         | Poljska                  | 1 (3) |              |              |  |  |            |            |  |  |        |        |
|  | 25. lipnja – Lens              |                               | Poljska                  | 1 (3) |              |              |  |  |            |            |  |  |        |        |
|  |                                | Portugal (11 m)               | 1 (5)                    |       |              |              |  |  |            |            |  |  |        |        |
|  | Hrvatska                       | Portugal (11 m)               | 1 (5)                    | 0     |              |              |  |  |            |            |  |  |        |        |
|  | Hrvatska                       |                               | 6. srpnja – Lyon         | 0     |              |              |  |  |            |            |  |  |        |        |
|  | Portugal (pr.)                 | 1                             |                          |       |              |              |  |  |            |            |  |  |        |        |
|  | Portugal (pr.)                 | 1                             | Portugal                 | 2     |              |              |  |  |            |            |  |  |        |        |
|  | 25. lipnja – Pariz             |                               | Portugal                 | 2     |              |              |  |  |            |            |  |  |        |        |
|  |                                | Wales                         | 0                        |       |              |              |  |  |            |            |  |  |        |        |
|  | Wales                          | Wales                         | 0                        | 1     |              |              |  |  |            |            |  |  |        |        |
|  | Wales                          | 1. srpnja – Villeneuve-d'Ascq |                          | 1     |              |              |  |  |            |            |  |  |        |        |
|  | Sjeverna Irska                 | 0                             |                          |       |              |              |  |  |            |            |  |  |        |        |
|  | Sjeverna Irska                 | 0                             | Wales                    | 3     |              |              |  |  |            |            |  |  |        |        |
|  | 26. lipnja – Toulouse          |                               | Wales                    | 3     |              |              |  |  |            |            |  |  |        |        |
|  |                                | Belgija                       | 1                        |       |              |              |  |  |            |            |  |  |        |        |
|  | Mađarska                       | Belgija                       | 1                        | 0     |              |              |  |  |            |            |  |  |        |        |
|  | Mađarska                       |                               | 10. srpnja – Saint-Denis | 0     |              |              |  |  |            |            |  |  |        |        |
|  | Belgija                        | 4                             |                          |       |              |              |  |  |            |            |  |  |        |        |
|  | Belgija                        | 4                             | Portugal (pr.)           | 1     |              |              |  |  |            |            |  |  |        |        |
|  | 26. lipnja – Villeneuve-d'Ascq |                               | Portugal (pr.)           | 1     |              |              |  |  |            |            |  |  |        |        |
|  |                                | Francuska                     | 0                        |       |              |              |  |  |            |            |  |  |        |        |
|  | Njemačka                       | Francuska                     | 0                        | 3     |              |              |  |  |            |            |  |  |        |        |
|  | Njemačka                       | 2. srpnja – Bordeaux          |                          | 3     |              |              |  |  |            |            |  |  |        |        |
|  | Slovačka                       | 0                             |                          |       |              |              |  |  |            |            |  |  |        |        |
|  | Slovačka                       | 0                             | Njemačka (11 m)          | 1 (6) |              |              |  |  |            |            |  |  |        |        |
|  | 27. lipnja – Saint-Denis       |                               | Njemačka (11 m)          | 1 (6) |              |              |  |  |            |            |  |  |        |        |
|  |                                | Italija                       | 1 (5)                    |       |              |              |  |  |            |            |  |  |        |        |
|  | Italija                        | Italija                       | 1 (5)                    | 2     |              |              |  |  |            |            |  |  |        |        |
|  | Italija                        |                               | 7. srpnja – Marseille    | 2     |              |              |  |  |            |            |  |  |        |        |
|  | Španjolska                     | 0                             |                          |       |              |              |  |  |            |            |  |  |        |        |
|  | Španjolska                     | 0                             | Njemačka                 | 0     |              |              |  |  |            |            |  |  |        |        |
|  | 26. lipnja – Lyon              |                               | Njemačka                 | 0     |              |              |  |  |            |            |  |  |        |        |
|  |                                | Francuska                     | 2                        |       |              |              |  |  |            |            |  |  |        |        |
|  | Francuska                      | Francuska                     | 2                        | 2     |              |              |  |  |            |            |  |  |        |        |
|  | Francuska                      | 3. srpnja – Saint-Denis       |                          | 2     |              |              |  |  |            |            |  |  |        |        |
|  | Irska                          | 1                             |                          |       |              |              |  |  |            |            |  |  |        |        |
|  | Irska                          | 1                             | Francuska                | 5     |              |              |  |  |            |            |  |  |        |        |
|  | 27. lipnja – Nica              |                               | Francuska                | 5     |              |              |  |  |            |            |  |  |        |        |
|  |                                | Island                        | 2                        |       |              |              |  |  |            |            |  |  |        |        |
|  | Engleska                       | Island                        | 2                        | 1     |              |              |  |  |            |            |  |  |        |        |
|  | Engleska                       |                               |                          | 1     |              |              |  |  |            |            |  |  |        |        |
|  | Island                         | 2                             |                          |       |              |              |  |  |            |            |  |  |        |        |
|  | Island                         | 2                             |                          |       |              |              |  |  |            |            |  |  |        |        |

### Osmina finala
| 25. lipnja 2016. 15:00 |             |                    |                                                                                        |
| Švicarska              | 1 : 1 (pr.) | Poljska            | Stade Geoffroy-Guichard, Saint-Étienne Broj gledatelja: 38.842 Sudac: Mark Clattenburg |
| Shaqiri 82'            | (izvještaj) | Błaszczykowski 39' | Stade Geoffroy-Guichard, Saint-Étienne Broj gledatelja: 38.842 Sudac: Mark Clattenburg |

|                                           |       | jedanaesterci                                    |  |  |
| Lichsteiner Xhaka Shaqiri Schär Rodríguez | 4 : 5 | Lewandowski Milik Glik Błaszczykowski Krychowiak |  |  |
|                                           |       |                                                  |  |  |

| 25. lipnja 2016. 18:00 |             |                |                                                                        |
| Wales                  | 1 : 0       | Sjeverna Irska | Parc des Princes, Pariz Broj gledatelja: 44.342 Sudac: Martin Atkinson |
| McAuley 75' (ag)       | (izvještaj) |                | Parc des Princes, Pariz Broj gledatelja: 44.342 Sudac: Martin Atkinson |

| 25. lipnja 2016. 21:00 |             |               |                                                                                     |
| Hrvatska               | 0 : 1 (pr.) | Portugal      | Stade Bollaert-Delelis, Lens Broj gledatelja: 33.523 Sudac: Carlos Velasco Carballo |
|                        | (izvještaj) | Quaresma 117' | Stade Bollaert-Delelis, Lens Broj gledatelja: 33.523 Sudac: Carlos Velasco Carballo |

| 26. lipnja 2016. 15:00 |             |                 |                                                                             |
| Francuska              | 2 : 1       | Irska           | Parc Olympique Lyonnais, Lyon Broj gledatelja: 56.279 Sudac: Nicola Rizzoli |
| Griezmann 58' 61'      | (izvještaj) | Brady 2' (pen.) | Parc Olympique Lyonnais, Lyon Broj gledatelja: 56.279 Sudac: Nicola Rizzoli |

| 26. lipnja 2016. 18:00           |             |          |                                                                                        |
| Njemačka                         | 3 : 0       | Slovačka | Stade Pierre-Mauroy, Villeneuve-d'Ascq Broj gledatelja: 44.312 Sudac: Szymon Marciniak |
| Boateng 8' Gómez 43' Draxler 63' | (izvještaj) |          | Stade Pierre-Mauroy, Villeneuve-d'Ascq Broj gledatelja: 44.312 Sudac: Szymon Marciniak |

| 26. lipnja 2016. 21:00 |             |                                                          |                                                                          |
| Mađarska               | 0 : 4       | Belgija                                                  | Stadium Municipal, Toulouse Broj gledatelja: 28.921 Sudac: Milorad Mažić |
|                        | (izvještaj) | Alderweireld 10' Batshuayi 78' Hazard 80' Carrasco 90+1' | Stadium Municipal, Toulouse Broj gledatelja: 28.921 Sudac: Milorad Mažić |

| 27. lipnja 2016. 18:00    |             |            |                                                                          |
| Italija                   | 2 : 0       | Španjolska | Stade de France, Saint-Denis Broj gledatelja: 76.165 Sudac: Cüneyt Çakır |
| Chiellini 33' Pellè 90+1' | (izvještaj) |            | Stade de France, Saint-Denis Broj gledatelja: 76.165 Sudac: Cüneyt Çakır |

| 27. lipnja 2016. 21:00 |             |                               |                                                                    |
| Engleska               | 1 : 2       | Island                        | Allianz Riviera, Nica Broj gledatelja: 33.901 Sudac: Damir Skomina |
| Rooney 4' (pen.)       | (izvještaj) | Sigurðsson 6' Sigthórsson 18' | Allianz Riviera, Nica Broj gledatelja: 33.901 Sudac: Damir Skomina |

### Četvrtfinale
| 30. lipnja 2016. 21:00 |             |             |                                                                       |
| Poljska                | 1 : 1 (pr.) | Portugal    | Stade Vélodrome, Marseille Broj gledatelja: 62.940 Sudac: Felix Brych |
| Lewandowski 2'         | (izvještaj) | Sanches 33' | Stade Vélodrome, Marseille Broj gledatelja: 62.940 Sudac: Felix Brych |

|                                       |       | jedanaesterci                          |  |  |
| Lewandowski Milik Glik Błaszczykowski | 3 : 5 | Ronaldo Sanches Moutinho Nani Quaresma |  |  |
|                                       |       |                                        |  |  |

| 1. srpnja 2016. 21:00                  |             |                |                                                                                     |
| Wales                                  | 3 : 1       | Belgija        | Stade Pierre-Mauroy, Villeneuve-d'Ascq Broj gledatelja: 45.936 Sudac: Damir Skomina |
| Williams 31' Robson-Kanu 55' Vokes 86' | (izvještaj) | Nainggolan 13' | Stade Pierre-Mauroy, Villeneuve-d'Ascq Broj gledatelja: 45.936 Sudac: Damir Skomina |

| 2. srpnja 2016. 21:00 |             |                    |                                                                                  |
| Njemačka              | 1 : 1 (pr.) | Italija            | Nouveau Stade de Bordeaux, Bordeaux Broj gledatelja: 38.764 Sudac: Viktor Kassai |
| Özil 65'              | (izvještaj) | Bonucci 78' (pen.) | Nouveau Stade de Bordeaux, Bordeaux Broj gledatelja: 38.764 Sudac: Viktor Kassai |

|                                                                         |       | jedanaesterci                                                             |  |  |
| Kroos Müller Özil Draxler Schweinsteiger Hummels Kimmich Boateng Hector | 6 : 5 | Insigne Zaza Barzagli Pellè Bonucci Giaccherini Parolo De Sciglio Darmian |  |  |
|                                                                         |       |                                                                           |  |  |

| 3. srpnja 2016. 21:00                            |             |                              |                                                                           |
| Francuska                                        | 5 : 2       | Island                       | Stade de France, Saint-Denis Broj gledatelja: 76.833 Sudac: Björn Kuipers |
| Giroud 12' 59' Pogba 20' Payet 43' Griezmann 45' | (izvještaj) | Sigþórsson 56' Bjarnason 84' | Stade de France, Saint-Denis Broj gledatelja: 76.833 Sudac: Björn Kuipers |

### Polufinale
| 6. srpnja 2016. 21:00 |             |       |                                                                             |
| Portugal              | 2 : 0       | Wales | Parc Olympique Lyonnais, Lyon Broj gledatelja: 55.679 Sudac: Jonas Eriksson |
| Ronaldo 50' Nani 53'  | (izvještaj) |       | Parc Olympique Lyonnais, Lyon Broj gledatelja: 55.679 Sudac: Jonas Eriksson |

| 7. srpnja 2016. 21:00 |             |                            |                                                                          |
| Njemačka              | 0 : 2       | Francuska                  | Stade Vélodrome, Marseille Broj gledatelja: 64.078 Sudac: Nicola Rizzoli |
|                       | (izvještaj) | Griezmann 45+2' (pen.) 72' | Stade Vélodrome, Marseille Broj gledatelja: 64.078 Sudac: Nicola Rizzoli |

### Finale
| 10. srpnja 2016. 21:00 |             |           |                                                                              |
| Portugal               | 1 : 0 (pr.) | Francuska | Stade de France, Saint-Denis Broj gledatelja: 75.868 Sudac: Mark Clattenburg |
| Éder 109'              | (izvještaj) |           | Stade de France, Saint-Denis Broj gledatelja: 75.868 Sudac: Mark Clattenburg |

## Statistika

### Strijelci
6 pogodaka
| - Antoine Griezmann |

3 pogotka
| - Gareth Bale - Álvaro Morata - Cristiano Ronaldo - Nani - Olivier Giroud - Dimitri Payet |

2 pogotka
| - Romelu Lukaku - Radja Nainggolan - Ivan Perišić - Birkir Bjarnason - Mario Gómez | - Balázs Dzsudzsák - Graziano Pellè - Jakub Błaszczykowski | - Robbie Brady - Bogdan Stancu - Hal Robson-Kanu |

1 pogodak
| - Armando Sadiku - Alessandro Schöpf - Toby Alderweireld - Michy Batshuayi - Yannick Ferreira Carrasco - Eden Hazard - Axel Witsel - Nikola Kalinić - Luka Modrić - Ivan Rakitić - Tomáš Necid - Milan Škoda - Eric Dier - Wayne Rooney - Daniel Sturridge - Jamie Vardy - Olivier Giroud - Jérôme Boateng - Julian Draxler | - Shkodran Mustafi - Bastian Schweinsteiger - Mesut Özil - Zoltán Gera - Zoltán Stieber - Ádám Szalai - Jón Daði Böðvarsson - Kolbeinn Sigþórsson - Gylfi Sigurðsson - Ragnar Sigurðsson - Arnór Ingvi Traustason - Giorgio Chiellini - Éder - Leonardo Bonucci - Emanuele Giaccherini - Gareth McAuley - Niall McGinn - Robert Lewandowski - Arkadiusz Milik - Ricardo Quaresma | - Renato Sanches - Wes Hoolahan - Vasili Berezutski - Denis Glushakov - Ondrej Duda - Marek Hamšík - Vladimír Weiss - Nolito - Gerard Piqué - Admir Mehmedi - Fabian Schär - Xherdan Shaqiri - Burak Yilmaz - Ozan Tufan - Aaron Ramsey - Neil Taylor - Sam Vokes - Ashley Williams |

auto-gol
- Birkir Már Sævarsson (protiv Mađarske)
- Gareth McAuley (protiv Walesa)
- Ciaran Clark (protiv Švedske)

Izvor: UEFA

### Disciplina
Igrač je automatski suspendiran za iduću utakmicu nakon sljedećih prekršaja:
- Crveni karton (suspenzija može biti i duža, ovisno o težini prekršaja)
- Dva žuta kartona u dva različita susreta; žuti se kartoni brišu nakon četvrtfinala (ne prenose se ni na jednu sljedeću međunarodnu utakmicu)

Sljedeće se suspenzije odrađuju za vrijeme prvenstva:
| Nogometaš           | Prekršaj(i)                                                                                         | Suspenzija                                        |
| ------------------- | --------------------------------------------------------------------------------------------------- | ------------------------------------------------- |
| Duje Čop            | u kvalifikacijama protiv Bugarske (10. listopada 2015.)                                             | Skupina D, protiv Turske (12. lipnja 2016.)       |
| Marek Suchý         | u kvalifikacijama protiv Nizozemske (13. listopada 2015.)                                           | Skupina D, protiv Španjolske (13. lipnja 2016.)   |
| Lorik Cana          | u skupini A protiv Švicarske (11. lipnja 2016.)                                                     | Skupina A, protiv Francuske (15. lipnja 2016.)    |
| Aleksandar Dragović | u skupini F protiv Mađarske (14. lipnja 2016.)                                                      | Skupina F, protiv Portugala (18. lipnja 2016.)    |
| Burim Kukeli        | u skupini A protiv Švicarske (11. lipnja 2016.) u skupini A protiv Francuske (15. lipnja 2016.)     | Skupina A, protiv Rumunjske (19. lipnja 2016.)    |
| Alfreð Finnbogason  | u skupini F protiv Portugala (14. lipnja 2016.) u skupini F protiv Mađarske (18. lipnja 2016.)      | Skupina F, protiv Austrije (22. lipnja 2016.)     |
| Bartosz Kapustka    | u skupini C protiv Sjeverne Irske (12. lipnja 2016.) u skupini C protiv Ukrajine (21. lipnja 2016.) | Osmina finala protiv Švicarske (25. lipnja 2016.) |
| N'Golo Kanté        | u skupini A protiv Albanije (15. lipnja 2016.) u osmini finala protiv Irske (26. lipnja 2016.)      | Četvrtfinale protiv Islanda (3. srpnja 2016.)     |
| Adil Rami           | u skupini A protiv Švicarske (19. lipnja 2016.) u osmini finala protiv Irske (26. lipnja 2016.)     | Četvrtfinale protiv Islanda (3. srpnja 2016.)     |
| Thomas Vermaelen    | u skupini E protiv Irske (18. lipnja 2016.) u osmini finala protiv Mađarske (26. lipnja 2016.)      | Četvrtfinale protiv Walesa (1. srpnja 2016.)      |
| Thiago Motta        | u skupini E protiv Belgije (13. lipnja 2016.) u osmini finala protiv Španjolske (27. lipnja 2016.)  | Četvrtfinale protiv Njemačke (2. srpnja 2016.)    |

## Simboli prvenstva

### Maskota
Službena maskota prvenstva je "Super Victor", dječak-superjunak, objavljen 18. studenog 2014. Radi se o djetetu u nacionalnom dresu Francuske nogometne reprezentacije s crvenim plaštom, tako da su sve tri boje francuske zastave prisutne. Obznanjeno je da su plašt, kopačke i lopta njegove supermoći. Maskota se po prvi put pojavila 18. studenog 2014. na susretu Francuske protiv Švedske na Stade Vélodrome u Marseilleu. Njeno ime otkriveno je 30. studenog 2014. nakon oko 50 000 dobivenih glasova na službenoj stranici UEFA-e, više od druga dva kandidatska imena "Driblou" i "Goalix". Ime se temelji na ideji pobjede i upućuje na dječakove supermoći kad je pronašao čarobni plašt, kopačke i loptu.

### Logo i slogan
Službeni logotip prvenstva objavljen je 26. lipnja 2013., tijekom ceremonije u Pavillon Cambon Capucines u Parizu. Osmislila ga je portugalska agencija Brandia Central, koja je također kreirala vizualni identitet za prijašnja Europska nogometna prvenstva. Dizajn se temelji na tematici "poslave umjetnosti nogometa". Logo prikazuje trofej Europskog prvenstva s plavom, bijelom i crvenom bojom francuske zastave, okružen s mješavinom oblika i linija koje predstavljaju različite umjetničke pokrete i nogometne elemente.
UEFA je 17. listopada 2013. objavila da je službeni slogan prvenstva: "Le Rendez-Vous". Kada je upitan za njegovo značenje, predsjednik Organizacijskog odbora EP-a 2016 Jacques Lambert rekao je da je slogan "mnogo više od podsjetnika na datume (...) i igrališta". Nadalje, objasnio je da "UEFA šalje pozivnicu nogometnim navijačima širom svijeta i ljubiteljima velikih događaja, pozivnicu na susret i dijeljenje emocija jednog elitnog turnira."

### Službena lopta
Službenu loptu prvenstva, Adidasovu Beau Jeu, otkrio je 12. studenog 2015. bivši francuski reprezentativac Zinédine Zidane.

## Vanjske poveznice
- UEFA Euro 2016 na UEFA.com
- UEFA Euro 2016 – kandidature, izvješće na UEFA.com
- Službena stranica francuske kandidature  Arhivirana inačica izvorne stranice od 26. svibnja 2010. (Wayback Machine)